# نوروود (میشیگان)
نوروود (به انگلیسی: Norwood) یک منطقهٔ مسکونی در ایالات متحده آمریکا است که در Norwood Township واقع شده‌است. نوروود ۵٫۲۶ کیلومتر مربع مساحت و ۱۴۲ نفر جمعیت دارد و ۲۱۳٫۳۶ متر بالاتر از سطح دریا واقع شده‌است.